# Glenn Branca
Glenn Branca (Harrisburg, Pennsylvania, 6 oktober 1948 - Manhattan (New York),  13 mei 2018) was een Amerikaans avant-garde componist en -gitarist.

## Biografie
Branca hield zich aanvankelijk bezig met theater in collagevorm. Groepen als The Who en Paul Revere and the Raiders wekten zijn belangstelling voor harde rock: hij leerde zichzelf gitaarspelen. In 1976 trok hij naar New York, waar hij kennismaakte met performance en conceptuele kunst. Dit inspireerde hem een eigen groep te formeren, The Theoretical Girls, met Jeffrey Lohn, Wharton Tiers en Margaret Dewys. Deze groep was een onderdeel van de No wave-stroming. De groep uitte zich in een gewelddadige performance, bracht een single uit U.S. Millie/You Got Me (Theoretical Records) en zou postuum een nummer bijdragen aan de compilatie New York Unsung Heroes (ROIR). In 1978 richtte hij de band The Static op met fotografe Barbara Ess, Christine Hahn en Chip Dyke. Deze band bestond tot het einde van 1979.
Branca raakte geïnteresseerd in de potentie van geluid en evenals andere minimale componisten verdiepte hij zich in microtonaliteit, harmonieën, boventonen en combinaties van akkoorden. Dit mondde uiteindelijk uit in de formatie van een band met 16 bandleden, grotendeels gitaristen, waarbij hij zelf de rol van dirigent tot zich nam. Maar de traditionele bouw van de gitaar bleek hem te beperkt. Hij bouwde zelf gitaarinstrumenten op het principe van de klavecimbel en de consonantie-theorieën van Harry Partch, die hij gebruikte voor Symphony No.4/Physics". Ook een aantal andere symfonieën zijn met de door Partch beïnvloedde microtonale reine stemmingen gecomponeerd.
In de orkesten van Branca speelden veel gitaristen die later in andere bands bekend werden:
o.a. Thurston Moore, Lee Ranaldo en Kim Gordon van Sonic Youth, David Rosenbloom, Page Hamilton van Helmet en leden van Swans.
Op de cd The Ascension speelde Lee Ranaldo mee.
In 2004 gaf hij in New York een optreden met een orkest van 100 gitaristen. Dit optreden werd sindsdien af en toe herhaald in andere steden. In Nederland trad hij sinds het Holland Festival begin jaren 90 niet meer op. Wel trad hij op in België in 2009.
Het label Atavistic bracht, nadat het meeste van Branca's werk al jaren uitverkocht was halverwege jaren 90 een aantal albums opnieuw uit op cd. In 2010 bracht de door Branca beïnvloedde Engelse band Action Beat een vinyl-versie van Glenn Branca's debuutalbum The Ascension opnieuw uit, waardoor er een hernieuwde aandacht kwam voor de componist.

## Invloed
Het werk van Branca was zeer verwant aan dat van Rhys Chatham. Niet geheel ontoevallig, want Branca speelde mee als gitarist in Chathams minimale compositie Guitar Trio, waarin alle gitaristen gedurende een periode van drie kwartier slechts één akkoord spelen. De uitspinnig en het extreem lang vasthouden van tonen waren ook in Branca's werk voortdurend aanwezig. De leden Gordon, Ranaldo en Moore van Sonic Youth speelden allen in hun beginjaren als muzikant mee in de symfonieën van Branca en raakten geïnspireerd door Branca's manier van stemmen en kopieerden tevens de lange aanhoudende tonen in hun gitaarpartijen. Veel van zijn gitaren stemde hij in één toon. Ook de 3rd bridge-techniek die Branca ontwikkelde met zijn zelfgebouwde hamer gitaren, een elektrische afgeleide van de Kitara's van Partch, werd door Sonic Youth geadopteerd in hun spelwijze. Branca was ook van grote invloed op Bradford Reed met de ontwikkeling van zijn Pencilina.

## Overlijden
Hij kreeg keelkanker en overleed op 69-jarige leeftijd.

## Discografie

### The Static en The Theoretical Girls
1. Songs '77-'79 (verzamelcd met nummers van The Static en The Theoretical Girls, Atavistic 1996
2. Theoretical Girls, Acute Records 2002

### Glenn Branca
1. Lesson #1 For Electric Guitar (99 Records, 1980)
2. The Ascension (99 Records, 1981)
3. Indeterminate Activity of Resultant Masses, (1981)
4. Who Are You Staring At? with John Giorno (GPS, 1982)
5. Chicago 82 - A Dip In The Lake (Crepuscule, 1983)
6. Symphony #3 (Gloria) (Atavistic, 1983)
7. Symphony #1 (Tonal Plexus) (ROIR, 1983)
8. The Belly of an Architect (Crepuscule, 1987)
9. Symphony #6 (Devil Choirs At The Gates Of Heaven) (Atavistic, 1989)
10. Symphony #2 (The Peak of the Sacred) (Atavistic, 1992)
11. The World Upside Down (Crepuscule, 1992)
12. The Mysteries (Symphonies #8 & #10) (Atavistic, 1994)
13. Century XXI USA 2-Electric/Acoustic (New Tone, 1994)
14. Symphony #9 (L'eve Future) (Point, 1995)
15. Just Another Asshole (Atavistic, 1995)
16. Songs '77-'79 (Atavistic, 1996)
17. Symphony #5 (Describing Planes Of An Expanding Hypersphere) (Atavistic, 1999)
18. Empty Blue (In Between, 2000)
19. Renegade Heaven (Cantaloupe, 2000)
20. The Mothman Prophecies [Soundtrack] (contributed 1-minute "Collage")(Lakeshore Records, 2002)

## Video
- Branca Ensemble: Symphonys N° 8 & 10 - Live at The Kitchen (Live, 1995)

## Publicaties over Glenn Branca
- 1979 - Branca, Glenn (November 1979). New New York: Rhys Chatham. New York Rocker, 16.
- 1983 - John Rockwell: All American Music (Knopf, 1983)
- 1987 - John Schaeffer: New Sounds (Harper and Row, 1987)
- 1989 - Tom Johnson: The Voice Of New Music (Het Apollohuis, 1989)
- 1990 - Cole Gagne: Sonic Transports (De Falco, 1990)
- 1992 - Cole Gagne: Soundpieces II (Scarecrow Press, 1992)
- 1994 - Alec Foege: Confusion is Next (St. Martins, 1994)
- 1995 - Geoff Smith and Nicola Walker: New Voices (Amadeus Press, 1995)
- 1995 - William Duckworth: Talking Music (Schirmer, 1995)
- 1996 - Bart Hopkin: Musical Instrument Design (See Sharp Press, 1996)
- 1997 - Kyle Gann: American Music in The 20th Century (Schirmer, 1997)
- 1998 - Bill Milkowski: Rockers, Jazzbos and Visionaries (Billboard Books, 1998)
- 1998 - Roni Sarig: The Secret History Of Rock (Billboard Books, 1998)
- 2002 - Bill Martin: Avant Rock (Open Court, 2002)
- Cole Gagne: Glenn Branca, Grove Music Online, ed. L. Macy

### Luisteren
- Glenn Branca interview
- Epitonic.com: Glenn Branca track van The Ascension

- Bibsys: 14005209
- Biblioteca Nacional de España: XX1306596
- Bibliothèque nationale de France: cb14082412z (data)
- Gemeinsame Normdatei: 132849941
- International Standard Name Identifier: 0000 0001 2124 1661
- Library of Congress Control Number: n95001870
- MusicBrainz: 7c0735b8-6444-47a3-a244-522fa7925834
- Nationale Bibliotheek van Israël: 987007328251905171
- Nationale en Universitaire bibliotheek Zagreb: 000020560
- Nederlandse Thesaurus van Auteursnamen: 095792503
- RKD-Nederlands Instituut voor Kunstgeschiedenis: 235805
- Istituto Centrale per il Catalogo Unico: UBOV564131
- SNAC: w6806174
- Système universitaire de documentation: 132457601
- Union List of Artist Names: 500335378
- Virtual International Authority File: 23311815
- WorldCat: E39PBJwxGrW7c8W47xGTFw3vpP